# Carl Daniels
Carl Daniels est un boxeur américain né le 26 août 1970 à Saint Louis, Missouri.

## Carrière
Vainqueur des Golden Gloves en 1987 dans la catégorie poids mouches et champion des États-Unis amateur poids plumes en 1988, il passe professionnel la même année et remporte la ceinture de champion du monde des super welters WBA laissée vacante par Pernell Whitaker en battant aux points à Lyon Julio Cesar Green le 6 juin 1995. Daniels cède cette ceinture dès le combat suivant face à l'argentin Julio César Vásquez le 16 décembre 1995.